# ليو غانغ
ليو غانغ (بالإنجليزية: Liu Gang)‏ (بالصينية: 劉剛) (ياويوان، 30 يناير 1961) هو عالم الرياضيات، الفيزياء والكمبيوتر عالم الصينية الأمريكية. وهو يعتبر واحدا من قادة ثورة الطلاب في ساحة السلام السماوي في بكين يوم 4 يونيو عام 1989. وفي مايو 1996 عاد إلى جامعة كولومبيا في الولايات المتحدة حيث درس علوم الكمبيوتر.

## روابط خارجية
- Quatratic.com — A website solver for Convex Nonlinear Programming